# بريت بيترسن
بريت بيترسن (بالنرويجية: Brit Pettersen)‏ (و. 1961  م) هي متزحلقة، ومنافسة ألعاب القوى نرويجية، ولدت في ليلهامر، شاركت في الألعاب الأولمبية الشتوية 1984، وبطولة العالم للتزلج النوردي على الثلج 1985 ‏، وبطولة العالم للتزلج النوردي على الثلج 1982 ‏، والألعاب الأولمبية الشتوية 1980، وبطولة العالم للتزلج النوردي على الثلج 1987 ‏.

## جوائز
حصلت على جوائز منها:
- ميدالية هولمنكولن [الإنجليزية]‏ (1986).

## وصلات خارجية
- بريت بيترسن على موقع IMDb (الإنجليزية)
- بريت بيترسن على موقع الاتحاد الدولي للتزلج (التزلج الريفي) (الإنجليزية)
- بريت بيترسن على موقع أوليمبيديا (الإنجليزية)

- بريت بيترسن في قاعدة بيانات الأفلام على الإنترنت
- بريت بيترسن  على موقع SportsReference  - سبورتس رفرنس